# Valon Behrami
Valon Behrami (Titova Mitrovica, 19 de abril de 1985) é um ex-futebolista suíço que atuava como volante.

## Carreira

### Início
Iniciou a carreira no Lugano, da Suíça, onde se destacou e transferiu-se para o Genoa em julho de 2003.

### Hellas Verona e Lazio
Foi emprestado ao Hellas Verona em 2004 e contratado pela Lazio em julho de 2005, clube na qual obteve destaque.

### Udinese
Após passar por West Ham, Fiorentina, Napoli, Hamburgo e Waford, em 2017 foi anunciado como reforço da Udinese.

### Genoa (segunda passagem)
Foi anunciado pelo Genoa no dia 3 de janeiro de 2020, iniciando assim sua segunda passagem pelos Rossoblu.

## Seleção Nacional
Nasceu em Kosovo, sendo de etnia albanesa. Curiosamente, jogou ao lado de outros dois albano-kosovares pela Suíça na Copa do Mundo FIFA de 2010: Xherdan Shaqiri e Albert Bunjaku. Na Copa do Mundo FIFA de 2006, já havia jogado também ao lado de outro ex-iugoslavo de origem albanesa, Blerim Džemaili, que nasceu na atual Macedônia do Norte.
Behrami já declarou seu desejo em jogar pela Seleção Kosovar, caso ela fosse oficializada pela FIFA. O primeiro jogo dela com chancela oficial da entidade ocorreu em março de 2014. Behrami e alguns outros dos melhores jogadores kosovares não chegaram a participar, mas foram lembrados em faixas nas arquibancadas.
O volante fez parte do elenco da Seleção Suíça que disputou a Euro 2016, realizada na França.

## Títulos
Napoli
- Copa da Itália: 2013–14

### Recordes
- Único futebolista suíço a atuar em quatro Copas do Mundo FIFA consecutivas: 2006, 2010, 2014 e 2018